# Plateforme industrielle du courrier
Pour les articles homonymes, voir PIC.

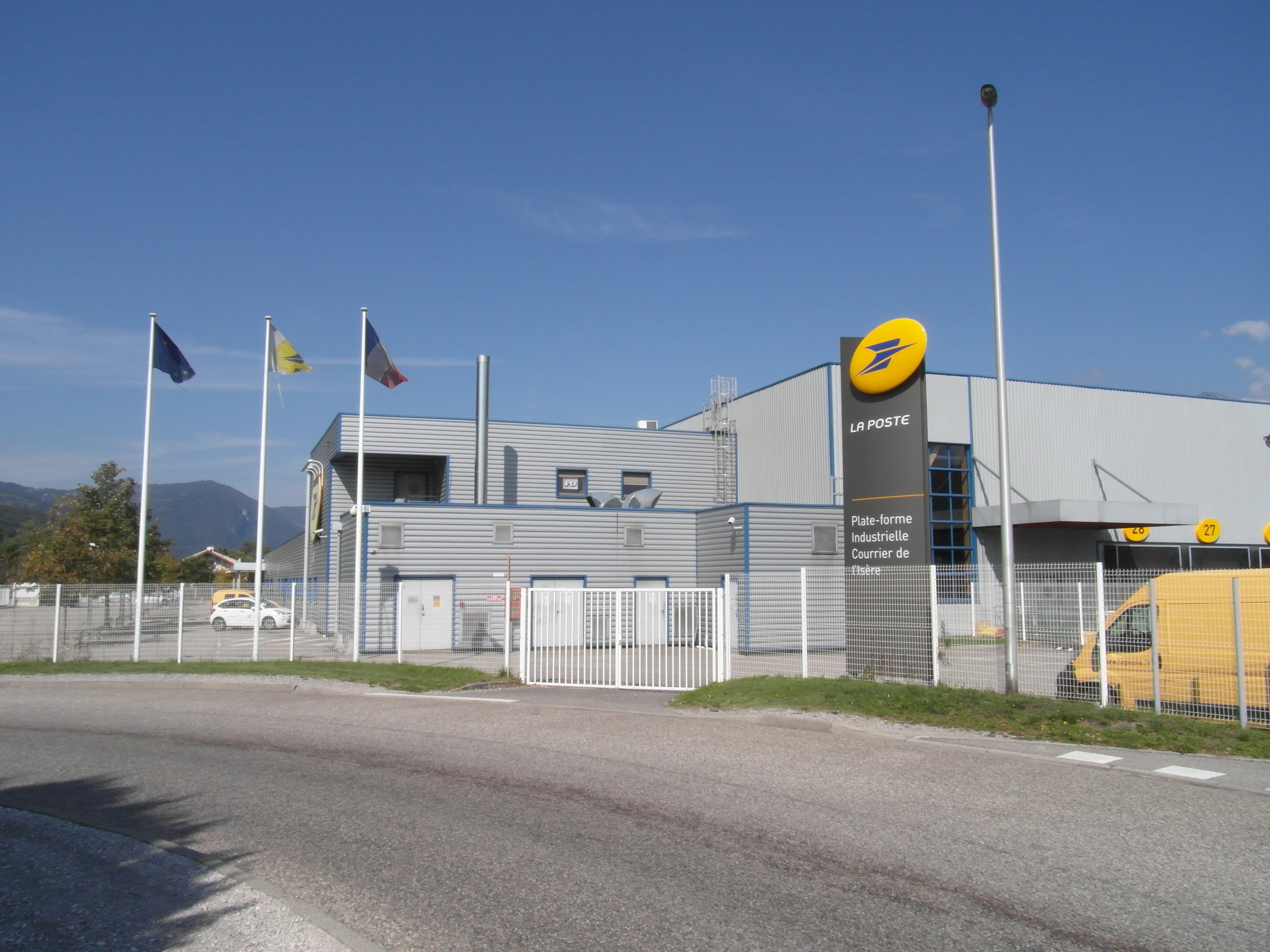
La PIC de Sassenage, près de Grenoble.

Les plateformes industrielles du courrier (PIC) sont le plus gros maillon de la chaîne de l'acheminement du courrier en France. Ces centres du tri, une trentaine, ont pour fonction principale de recevoir et de relayer les envois des plateformes de préparation et de distribution du courrier (PPDC) et d'autres PIC, à l'aide de machines de tri.
Les PIC sont créées par La Poste dans le cadre du plan Cap Qualité Courrier, initié en 2004, ayant pour but d'industrialiser la distribution du courrier. Elles remplacent progressivement les anciens centres de traitement du courrier (CTC), à l'origine cent trente, dont un par département.
Du fait de la baisse de l'utilisation du support postal, nécessitant une rationalisation des coûts, leur nombre diminue progressivement : Cinquante-cinq en mai 2013, elles ne sont plus que vingt-six en septembre 2020 et pour le moment, il n'en restera qu' une vingtaine début 2026,.

## Liste des PIC actuellement en service
| Région                     | Dénomination              | Ville proche          | Commune                    | Nombre de plis traités par jour | Date d'ouverture | Surface   | Départements traités                                                                         | Note                                                                                           | Coordonnées géographiques   |
| -------------------------- | ------------------------- | --------------------- | -------------------------- | ------------------------------- | ---------------- | --------- | -------------------------------------------------------------------------------------------- | ---------------------------------------------------------------------------------------------- | --------------------------- |
| Auvergne-Rhône-Alpes       | Ain - Rhône               | Lyon                  | Saint-Priest               | 1,5 million                     | oct. 2007        | 30 000 m² | Ain, Rhône, Loire, Drôme, Ardèche                                                            |                                                                                                | 45° 42′ 35″ N, 4° 54′ 27″ E |
| Auvergne-Rhône-Alpes       | Isère                     | Grenoble              | Sassenage                  | 0,9 million                     | déc. 2004        | 13 000 m² | Isère, Savoie                                                                                |                                                                                                | 45° 12′ 41″ N, 5° 40′ 30″ E |
| Auvergne-Rhône-Alpes       | Auvergne                  | Clermont-Ferrand      | Lempdes                    | 0,650 million                   | 2009             |           | Allier, Cantal, Corrèze, Creuse, Haute-Loire, Puy-de-Dôme                                    | Transformation en PPDC MF d'ici 2026                                                           | 45° 46′ 41″ N, 3° 12′ 26″ E |
| Bourgogne-Franche-Comté    | Dijon                     | Dijon                 | Longvic                    | 0,850 million                   | 16 juin 2011     | 17 000 m² | Côte-d'Or, Doubs, Haute-Saône, Jura, Saône-et-Loire, Territoire de Belfort                   |                                                                                                | 47° 17′ 28″ N, 5° 02′ 20″ E |
| Centre-Val de Loire        | Val de Loire              | Tours                 | Sorigny                    | 1 million                       | 21 oct. 2006     | 22 000 m² | Indre, Indre-et-Loire, Loir-et-Cher, Maine-et-Loire, Sarthe                                  |                                                                                                | 47° 15′ 30″ N, 0° 41′ 28″ E |
| Centre-Val de Loire        | Loiret                    | Orléans               | Fleury-les-Aubrais         | 0,5 million                     | 2010             | 14 217 m² | Loiret                                                                                       | Arrêt du traitement courrier le 28 avril 2025 et transformation en PPDC MF le 1er juillet 2025 | 47° 56′ 17″ N, 1° 53′ 52″ E |
| Grand Est                  | Lorraine                  | Metz                  | Pagny-lès-Goin             | 0,8 million                     | 1er déc. 2006    | 27 000 m² | Haute Marne, Meurthe-et-Moselle, Meuse, Moselle, Vosges                                      |                                                                                                | 48° 58′ 18″ N, 6° 13′ 52″ E |
| Grand Est                  | Strasbourg - Europe       | Strasbourg            | Holtzheim                  | 0,750 million                   | 2010             | 14 000 m² | Bas-Rhin, Haut-Rhin                                                                          | Transformation en PPDC MF d'ici 2026                                                           | 48° 33′ 35″ N, 7° 39′ 03″ E |
| Grand Est                  | Meuse - Champagne-Ardenne | Châlons-en-Champagne  | Saint-Gibrien              | 0,375 million                   | 2008             | 10 806 m² | Ardennes, Aube,Marne                                                                         |                                                                                                | 48° 58′ 44″ N, 4° 17′ 23″ E |
| Île-de-France              | Paris Sud                 | Wissous               | Wissous                    | 1,6 million                     | 15 oct. 2007     | 40 000 m² | Paris (Sud), Essonne, Val-de-Marne (majorité), Hauts-de-Seine (partie), Nièvre, Cher         |                                                                                                | 48° 44′ 00″ N, 2° 20′ 10″ E |
| Île-de-France              | Paris Nord                | Gonesse               | Gonesse                    | 1,15 million                    | 2 fév. 2004      | 33 000 m² | Paris (Nord), Seine-Saint-Denis, Val-d'Oise                                                  |                                                                                                | 48° 57′ 47″ N, 2° 27′ 24″ E |
| Île-de-France              | Paris Est                 | Lognes                | Croissy-Beaubourg          | 1,23 million                    | mai 2006         | 26 000 m² | Seine-et-Marne, Yonne, Seine-Saint-Denis (partie), Val-de-Marne (partie)                     |                                                                                                | 48° 49′ 35″ N, 2° 37′ 53″ E |
| Île-de-France              | Bois-d'Arcy               | Bois-d'Arcy           | Bois-d'Arcy                | 1,33 million                    | 1er mars 2010    | 25 000 m² | Eure-et-Loir, Yvelines, Hauts de Seine                                                       |                                                                                                | 48° 48′ 02″ N, 2° 00′ 07″ E |
| Hauts-de-France            | Lille                     | Lille                 | Lesquin                    | 1,53 million                    | avr. 2009        | 37 000 m² | Nord, Pas-de-Calais                                                                          |                                                                                                | 50° 35′ 16″ N, 3° 08′ 01″ E |
| Hauts-de-France            | Roye                      | Roye                  | Roye                       | 0,650 million                   | 2 mai 2016       | 27 000 m² | Aisne, Oise, Somme, Pas-de-Calais (Arras)                                                    | Arrêt du traitement courrier et transformation en Centre Logistique en mars 2025               | 49° 42′ 21″ N, 2° 45′ 33″ E |
| Normandie                  | Rouen (Madrillet)         | Rouen (Madrillet)     | Saint-Étienne-du-Rouvray   | 0,675 million                   | nov. 2003        | 13 000 m² | Eure, Seine-Maritime                                                                         |                                                                                                | 49° 23′ 08″ N, 1° 05′ 02″ E |
| Nouvelle-Aquitaine         | Bordeaux                  | Bordeaux              | Cestas                     | 1,3 million                     | juin 2009        | 30 000 m² | Charente, Charente-Maritime, Dordogne, Gironde, Landes, Lot-et-Garonne, Pyrénées-Atlantiques |                                                                                                | 44° 42′ 35″ N, 0° 45′ 25″ O |
| Nouvelle-Aquitaine         | Poitiers                  | Poitiers              | Migné-Auxances             | 0,9 million                     | 2 mars 2009      | 16 800 m² | Deux-Sèvres, Vienne, Haute-Vienne                                                            | Transformation en PPDC MF d'ici 2026                                                           | 46° 36′ 39″ N, 0° 18′ 45″ E |
| Occitanie                  | Midi-Pyrénées             | Toulouse              | Castelnau-d'Estrétefonds   | 1 million                       | 2 juill. 2010    | 31 691 m² | Ariège, Aveyron, Gers, Haute-Garonne, Hautes-Pyrénées, Lot, Tarn, Tarn-et-Garonne            |                                                                                                | 43° 46′ 25″ N, 1° 22′ 04″ E |
| Occitanie                  | Languedoc                 | Montpellier           | Mauguio                    | 1,15 million                    | 17 oct. 2009     | 28 000 m² | Aude, Gard, Hérault, Lozère, Vaucluse, Pyrénées-Orientales                                   |                                                                                                | 43° 35′ 31″ N, 3° 57′ 48″ E |
| Pays de la Loire           | Nantes - Atlantique       | Nantes                | Orvault                    | 0,8 million                     | 2010             | 14 500 m² | Loire-Atlantique, Vendée                                                                     |                                                                                                | 47° 15′ 01″ N, 1° 36′ 53″ O |
| Provence-Alpes-Côte d'Azur | Vitrolles                 | Marseille             | Vitrolles                  | 0,875 million                   | 3 mai 2010       | 13 000 m² | Alpes-de-Haute-Provence, Bouches-du-Rhône, Hautes-Alpes                                      |                                                                                                | 43° 26′ 08″ N, 5° 14′ 22″ E |
| Provence-Alpes-Côte d'Azur | Toulon (Méditerranée)     | Toulon (Méditerranée) | La Valette-du-Var          | 0,9 million                     |                  | 14 000 m² | Var, Alpes Maritimes, Monaco                                                                 |                                                                                                | 43° 08′ 07″ N, 5° 59′ 40″ E |
| Bretagne                   | Rennes - Armorique        | Rennes                | Noyal-Châtillon-sur-Seiche | 1,8 million                     | 18 juin 2012     | 30 550 m² | Côtes-d'Armor, Ille-et-Vilaine, Morbihan, Finistère, Mayenne, Calvados, Manche, Orne         |                                                                                                | 48° 03′ 59″ N, 1° 41′ 41″ O |

## Autres structures semblables
Il existe également des types particuliers de PIC, les PIAC (plateformes industrielles d'appui du courrier), à la fonction similaire aux CTED (centres de traitement et d'entraide départementaux), destinées à servir de renforts en cas de grève ou de hausse spontanée du trafic. Elles tendent cependant à disparaître.
Pour l'acheminement des colis (Colissimo), les plateformes de tri sont les PFC (plateformes colis). Pour la livraison express de colis (service Chronopost), les plus importantes plateformes de tri sont les hubs.